# Lila Tretikov
Lila Tretikov (en ruso: Лайла Третиков; Moscú, Unión Soviética, 25 de enero de 1978) es una especialista rusa en software de empresa que en mayo de 2014 fue elegida para ser la nueva directora ejecutiva de la Fundación Wikimedia, sucediendo así a Sue Gardner. Asumió el cargo el 1 de junio de 2014 y lo ejerció hasta el 31 de marzo de 2016.

## Carrera
Nacida en la antigua República Socialista Federativa Soviética de Rusia en 1978 durante la existencia de la Unión Soviética, en 1994 emigró a Estados Unidos, donde estudió Arte y Ciencias de la Computación especializándose en Software de Empresa.
Tretikov tiene en su currículo el cargo de ejecutiva de productos de SugarCRM, una empresa de software con sede en Cupertino, California, Estados Unidos.